# Maïmouna Doucouré
Maïmouna Doucouré (Parigi, 1985) è una regista e sceneggiatrice francese.

## Biografia

#### Gioventù e formazione
Nata nel XIX arrondissement di Parigi da una famiglia senegalese, Doucouré cresce in un contesto poligamo. Suo padre lavora come netturbino e sua madre è commerciante. Dopo il diploma scientifico, si iscrive a biologia presso l’Università Pierre-et-Marie-Curie (Parigi VI), conseguendo la laurea. Parallelamente, segue corsi di recitazione presso il Laboratoire de l’Acteur, diretto da Hélène Zidi.
Il suo interesse per la sceneggiatura nasce partecipando al concorso HLM sur cour, organizzato dall’Union sociale pour l’habitat. Vince il premio, che le consente di realizzare il suo primo cortometraggio autoprodotto, Cache‑Cache (2013), dando avvio alla sua carriera nel cinema.

## Carriera

##### Temi e stile cinematografico
L’universo cinematografico di Maïmouna Doucouré è strettamente legato alla sua storia personale e alla sua doppia cultura franco-senegalese. La regista esplora tematiche come l’infanzia, l’identità e la condizione femminile, attraverso una messa in scena sensibile spesso focalizzata sul punto di vista dei bambini. Il suo stile coniuga realismo sociale e poesia visiva.

##### Maman(s) (2015)

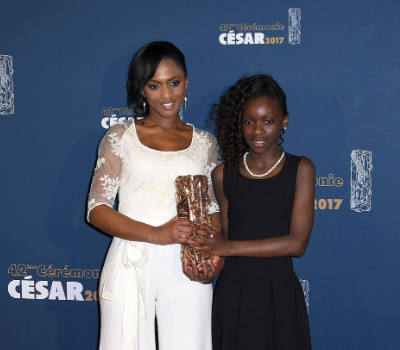
Maïmouna Doucouré e Sokhna Diallo ai César per Maman(s).

Il cortometraggio Maman(s) viene presentato in oltre 200 festival internazionali e ottiene circa 60 riconoscimenti, tra cui il Premio del miglior cortometraggio internazionale al Sundance Film Festival (2016), il Gran Premio al Festival di Toronto e il César per il miglior cortometraggio nel 2017. Il film affronta il tema della poligamia attraverso lo sguardo di una bambina. Fa parte del programma Talents en courts, promosso dal CNC in collaborazione con Talents en courts e Jamel Debbouze.

##### Mignonnes (2020)
Nel 2017, con la sceneggiatura di Mignonnes, Rosa riceve il Global Filmmaking Award al Sundance, assegnato a quattro registi internazionali ogni anno.
Il suo primo lungometraggio, Mignonnes (Donne ai primi passi), è presentato alla competizione di Sundance nel 2020, dove vince il premio per la miglior regia nella sezione World Cinema Dramatic. Il film riceve inoltre una menzione speciale nella sezione Generation della Berlinale.
Uscito in Francia nell’agosto 2020, racconta la vicenda di Amy, un’undicenne di origine senegalese che entra a far parte di un gruppo di danza parigino. Il film affronta l’iper-sessualizzazione delle ragazze e l’influenza dei social network nel processo identitario.
Candidato ai César 2021 come miglior opera prima, vede la giovanissima Fathia Youssouf vincere il premio per la miglior promessa femminile. Mignonnes ottiene anche il Prix Alice Guy. La distribuzione su Netflix genera una forte controversia negli Stati Uniti, con accuse di sessualizzazione delle minorenni, mentre Doucouré dichiara l’intento di evidenziare le derive sociali legate ai modelli mediatici.

##### Hawa (2022)

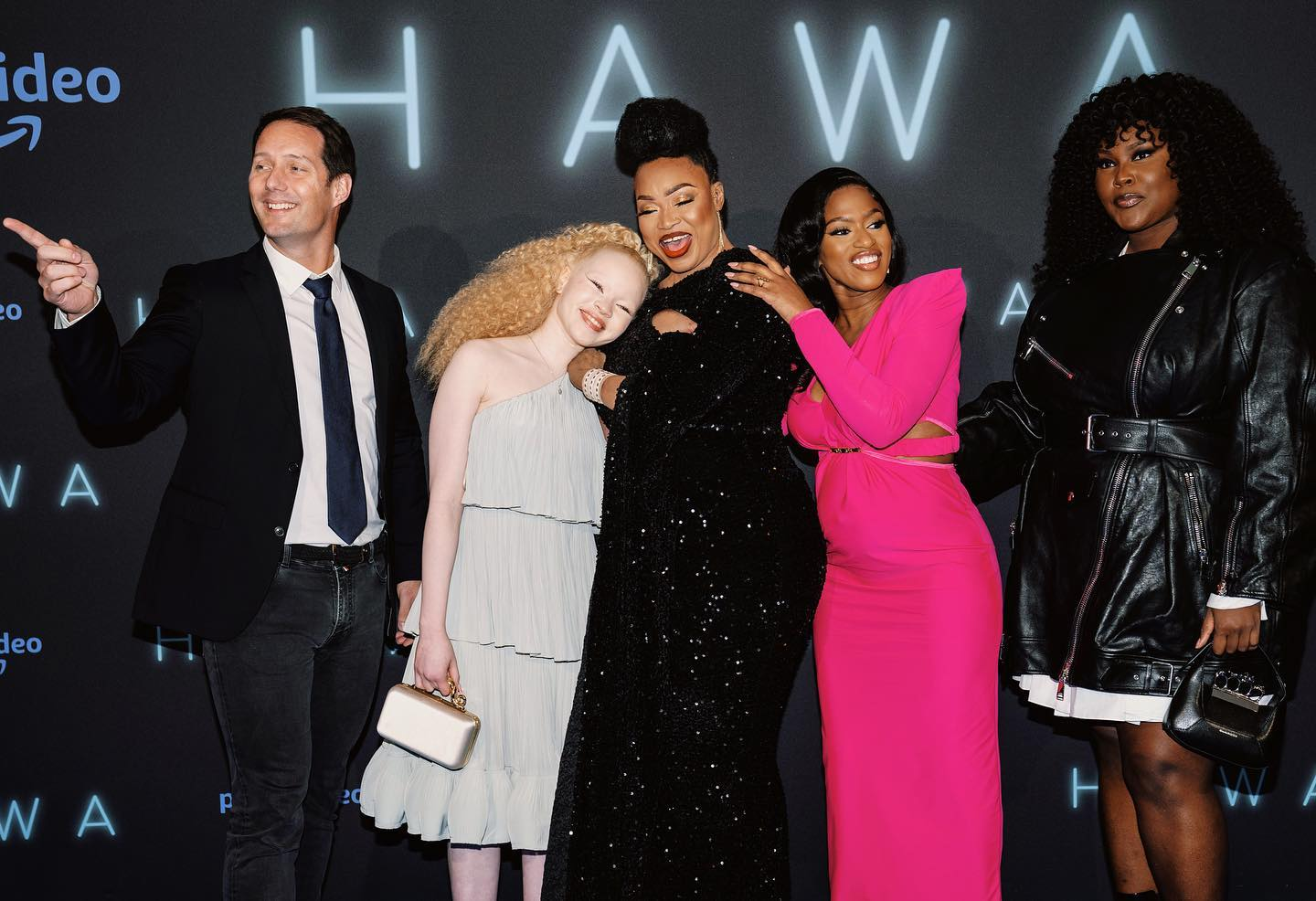
Maïmouna Doucouré alla prima di Hawa, accompagnata da Sania Halifa, l’astronauta Thomas Pesquet e le cantante Oumou Sangaré e Yseult.

Il secondo lungometraggio, Hawa, esce nel 2022 per Prime Video e ha la sua prima mondiale al Festival internazionale del cinema di Toronto. La storia segue una ragazza albina che sogna di essere adottata da Michelle Obama. Attraverso un tono poetico, Doucouré affronta i temi dell’esclusione, dell’infanzia e della trasmissione tra generazioni.

##### Progetti in corso (Josephine Baker)
Nel 2023 Doucouré annuncia di lavorare a un biopic su Joséphine Baker, coprodotto da Bien ou Bien Productions e StudioCanal.

## Premi e riconoscimenti

#### Premi
Per Maman(s)
- Premio della giuria – Sundance Film Festival[13] (2016)
- Miglior cortometraggio – Toronto International Film Festival [14] (2016)
- César – miglior cortometraggio (2017)[15]

Per Donne ai primi passi (Mignonnes)
- Premio per la miglior regia – World Cinema Dramatic, Festival di Sundance[16]
- Menzione speciale della giuria – sezione Generation, Berlinale[17]
- César per la migliore promessa femminile assegnato a Fathia Youssouf
- Premio Alice Guy (2021)[18]

##### Onorificenze
- Chevalier de l’Ordine nazionale del Merito [19] (7 giugno 2024)
- Chevalier de l’Ordine delle Arti e delle Lettere[20] (2020)

## Filmografia
Cortometraggi
| Anno | Titolo      | Tipo           | Ruolo                   |
| ---- | ----------- | -------------- | ----------------------- |
| 2020 | Cache-cache | Cortometraggio | Sceneggiatrice, regista |
| 2022 | Maman(s)    | cortometraggio | Sceneggiatrice, regista |

#### Lungometraggi
| Anno | Titolo          | Tipo           | Ruolo                   |
| ---- | --------------- | -------------- | ----------------------- |
| 2020 | Mignonnes       | Lungometraggio | Sceneggiatrice, regista |
| 2022 | Hawa            | Lungometraggio | Sceneggiatrice, regista |
| 2025 | Joséphine Baker | In produzione  | Sceneggiatrice, regista |